# Улица Звейниеку (Рига)
Улица Зве́йниеку (латыш. Zvejnieku iela) — улица в Курземском районе города Риги, в историческом районе Кипсала. Название улицы (рус. Рыбачья улица, нем. Fischerstrasse) впервые встречается в адресных книгах в 1881 году и никогда не изменялось. На плане города улица показана уже в 1876 году.
Улица Звейниеку начинается от перекрёстка с улицей Кайю, где является продолжением улицы Кипсалас, и пролегает в северном направлении до улицы Тиклу. Изначально продолжалась и далее на север — до улицы Лочу, однако впоследствии дальний участок улицы был занят застройкой.
В настоящее время длина улицы Звейниеку составляет 484 метра, на всём протяжении улица асфальтирована.
На участке от начала улицы до перекрёстка с улицей Гипша по улице Звейниеку пролегает маршрут городского автобуса № 57.

## Застройка и примечательные объекты
Основу застройки улицы составляют двух-трёхэтажные жилые дома, многие из которых построены ещё в начале XX века.
- Дом № 3 (1908, архитектор Эйжен Лаубе) — деревянный доходный дом Краузе.
- Дом № 12 — Международная рижская школа (ISR) с обучением на английском языке[4][5]. Нынешнее здание построено в 2001—2003 годах на базе двухэтажного деревянного дома 1930-х годов, в котором в довоенные годы жил генерал авиации Янис Инданс.
- Дом № 14a — бывший деревянный доходный дом рыбака Яниса Пурмалиса (1908, архитектор Эйжен Лаубе) — интересный образец рижского югендстиля. Здание капитально отремонтировано в 2005 году.[6].
В несколько упрощённом виде тот же проект Лаубе использован и при строительстве дома № 9 (1910–1912, принадлежал судостроителю Карлу Кроненбергу).

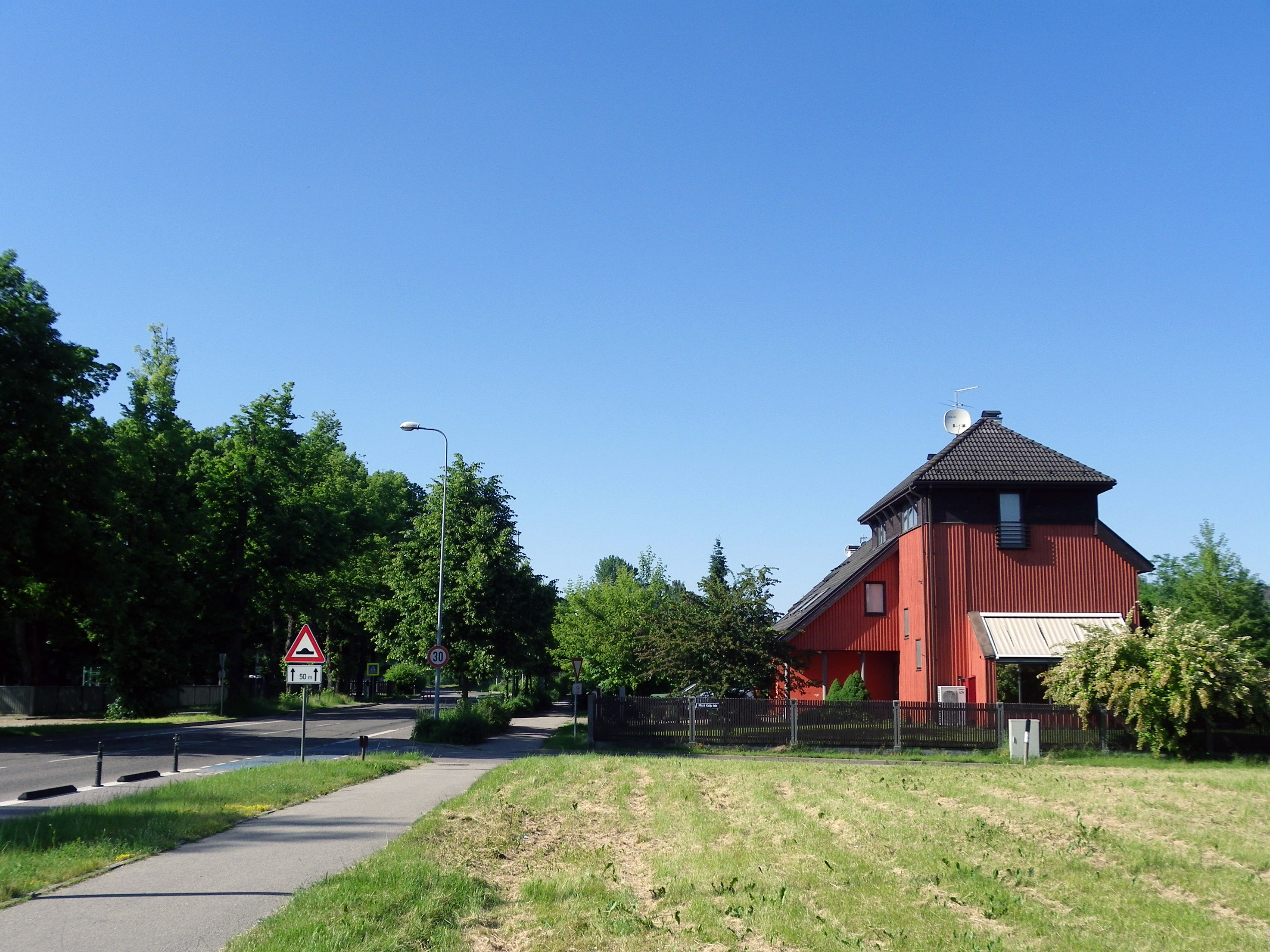
Начало улицы
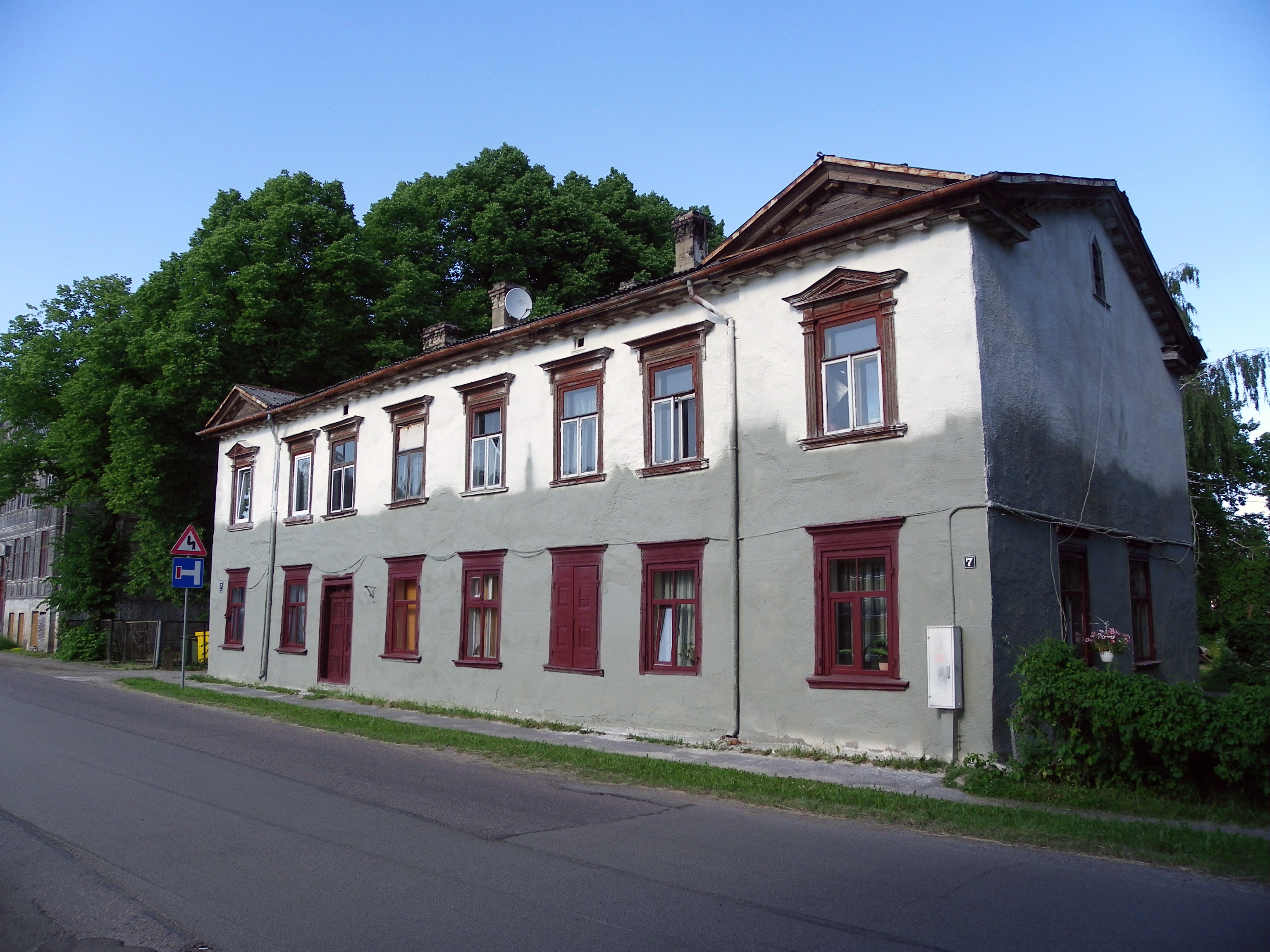
Дом № 7
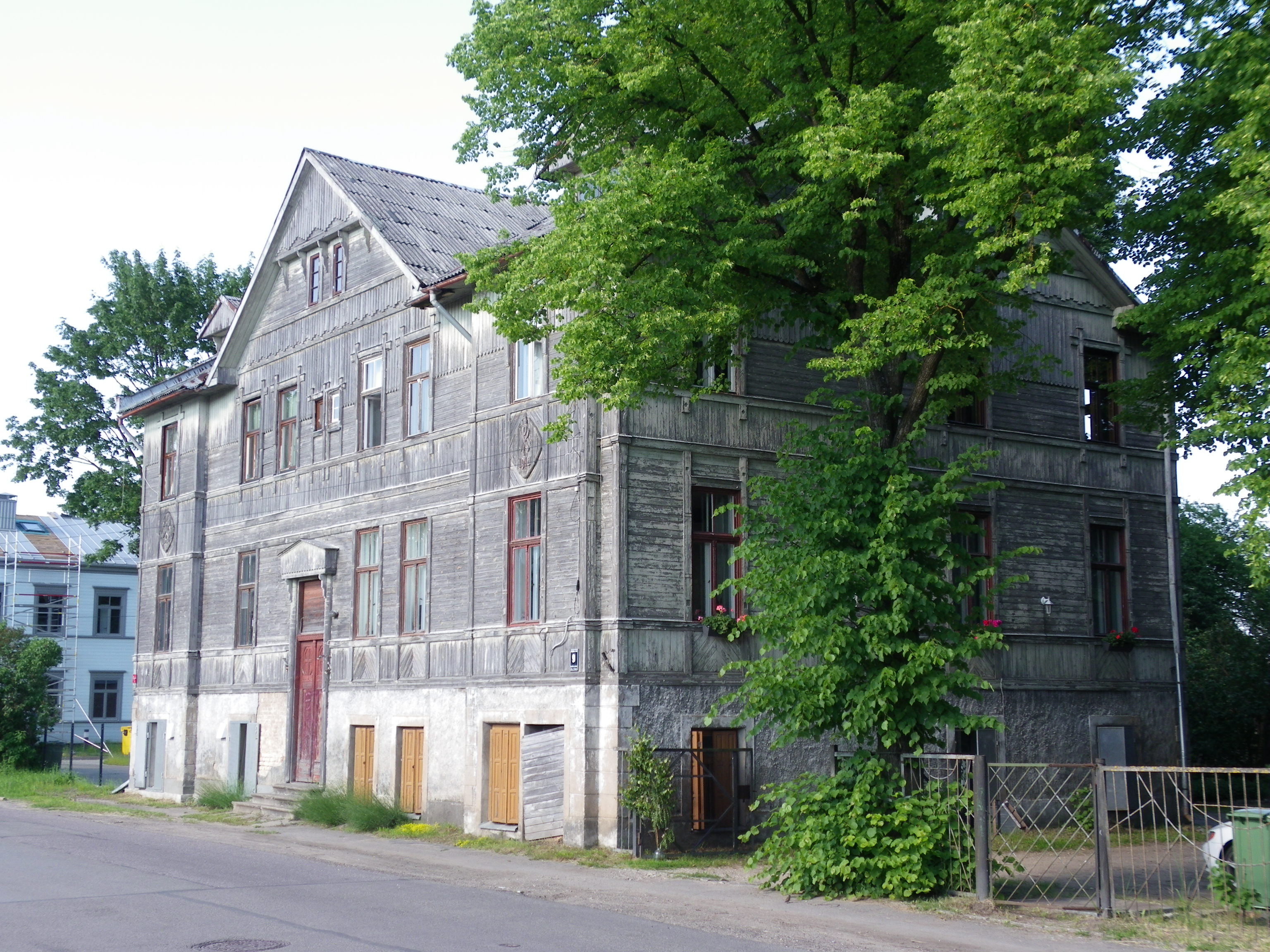
Дом № 9
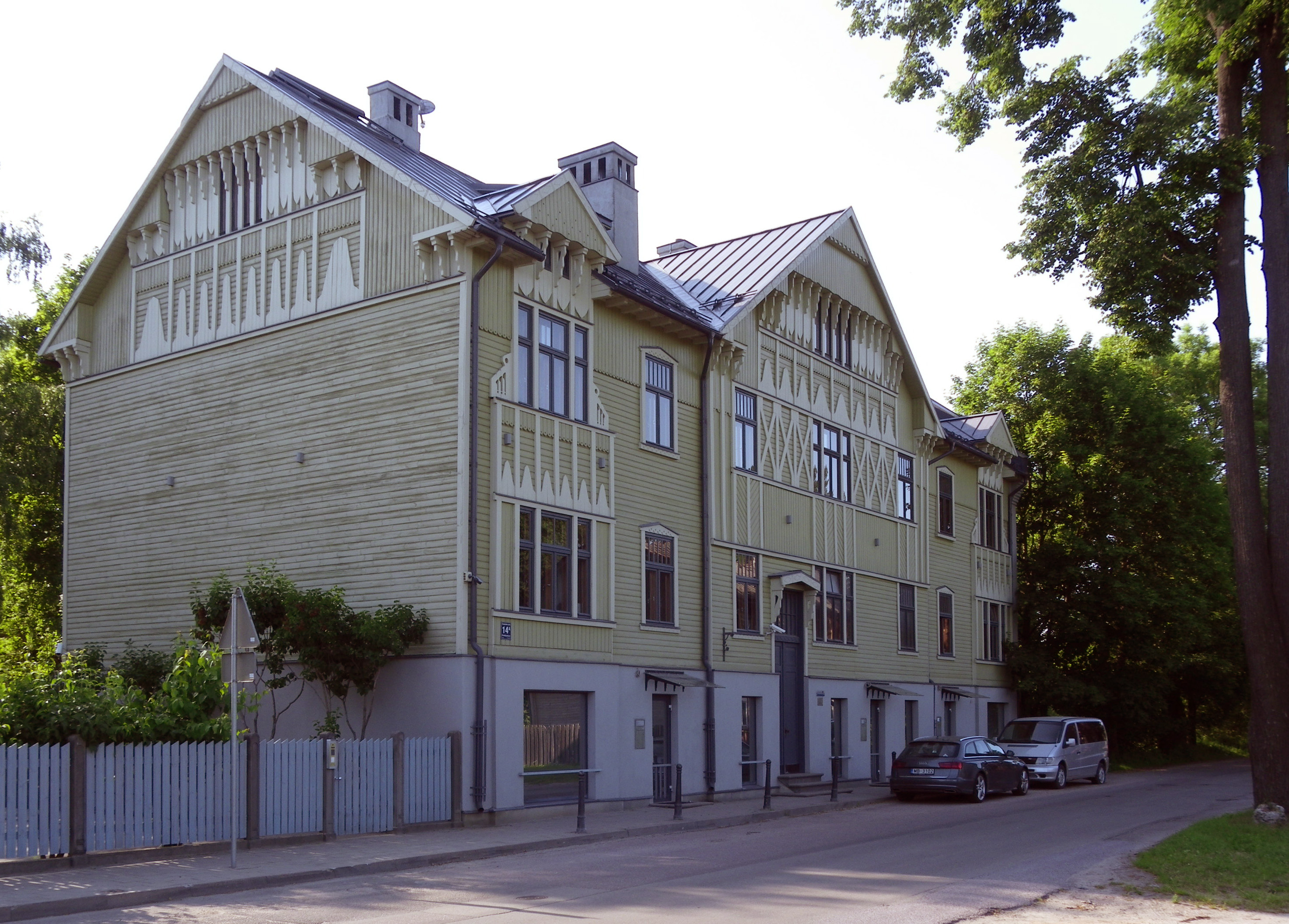
Дом № 14а

## Прилегающие улицы
Улица Звейниеку пересекается со следующими улицами:
- улица Кайю
- улица Маза Кайю
- улица Энкура
- улица Гипша
- улица Крита
- улица Тиклу